# Català Fabri i Pere Pasqual
Català Fabri i el seu company Pere Pasqual (morts a Valença, 1321) foren dos frares franciscans que exerciren d'inquisidor a l'Occitània i moriren màrtir. El papa Joan XXII inicià la seva canonització però aquesta no s'acabà. Malgrat això és venerat com a sant i la seva festivitat se celebra l'11 de febrer.

## Història
Amb l'ànim de controlar i sotmetre els heretges valdesos a la humiliant gramalleta amb la creu, l'Inquisidor de Provença Fra Jacques Bernard va enviar els dos germans franciscans Català Fabri i Pere Pasqual com a comissionats al bisbat de Valença. Allà, la població va considerar que aquell gest suposava la culminació d'un seguit de vexacions i hom va preparar un pla per a assassinar-los. Els conxorxats van assaltar el priorat de Montoison on passaven la nit i els van matar.
No se sap l'origen de Fabri; Pere Pasqual era natural de Cuneo (el seu nom era Pietro de' Pasquali).

## Veneració
Foren enterrats al convent franciscà de Valença i aviat van concitar devoció al seu entorn i la percepció de miracles a les seves tombes. El papa Joan XXII es va proposar canonitzar-los però els mateixos franciscans no veien gaire favorable als seus interessos la proliferació de sants al seu orde. Malgrat que la canonització no va arribar a terme, la seva veneració va anar en augment i la tradició els considera sants. A la regió, hom celebra la seva festivitat l'11 de febrer. Alguns santorals s'equivoquen i parlen dels frares com a predicadors a València.